# 서영해

파리에서 이승만과 서영해.

서영해(徐嶺海)는 대일 항쟁기에 대한민국 임시정부 소속으로 프랑스 파리를 중심으로 한 유럽에서 외교, 저술 활동으로 대한 독립의 정당성을 널리 알린 독립운동가이다.
그는 임시정부 대유럽 외교활동의 최선봉에서 활약하였고, 그 활동은 역동적이었다. 동래(옛 부산) 출신의 독립유공자이기도 하다. 3월 1일 만세시위 이후로 상해로 건너가, 대한민국 임시정부 요인으로 불어 조계지에서 프랑스어를 배우고, 그때까지 배웠던 영어와 한문 실력으로 중국인으로 위장하여 프랑스행 정기승객선에 탔다.